# 中国科学院大学计算机科学与技术学院
中国科学院大学计算机科学与技术学院是2012年中国科学院大学与中国科学院计算技术研究所联合组建成立的学院，其前身为2001年7月成立的中国科学院研究生院信息科学与工程学院。

## 主要专业
- 计算机科学与技术（一级学科）
- 软件工程（一级学科）

## 历任院长
1. 第一任　2012年至今　院长：李国杰 执行院长：黄庆明